# Manuel Miguel Ramos Galván
Manuel Miguel Ramos Galván fue un ingeniero mexicano, profesor emérito de la Universidad Autónoma de Baja California.
Nació en Colima México en 1912 y falleció en Mexicali (Baja California) el 23 de noviembre de 2008.

## Biografía
Ramos Galván nació en 1912, trasladándose a la ciudad de México, D.F. en 1929, para iniciar sus estudios profesionales de Ingeniería Civil en la Universidad Nacional Autónoma de México. Desde joven manifestó su interés por la enseñanza, inclinación que lo llevó a iniciar sus actividades como docente antes de concluir sus estudios profesionales, impartiendo clases en una secundaria dependiente de la SEP de 1931 a 1939.

## Estudios
El 15 de marzo de 1936 obtiene su título como Ingeniero Civil, iniciando en ese mismo año una práctica profesional que lo ha distinguido como un profesionista comprometido con su quehacer, logrando forjar una trayectoria fundamentada en importantes retos y logros que se han visto reflejados en los diversos ámbitos donde se ha hecho presente, siempre en beneficio de su entorno.

## Actividad laboral
Sus primeras actividades laborales en el área de la Ingeniería Civil las desarrolló en los campos agrícolas de los estados de Sinaloa, Tamaulipas y Sonora, destacándose su participación en la construcción de la Presa de la Angostura, hoy Presa Lázaro Cárdenas en el estado de Sonora. Su labor le otorgó el reconocimiento de la federación quien lo envió de 1943 a 1944 a la República de Ecuador, donde participó en el estudio de regulación del Río Guayas.
En el mes de junio de 1945, es consignado por la entonces Secretaría de Recursos Hidráulicos de la ciudad de Mexicali (Baja California), como Presidente general del Distrito de Riego del Valle de Mexicali, demostrando una vez más, durante los siguientes 5 años, su capacidad y dedicación ya que de 67 000 hectáreas que tenía el distrito de riego al recibirlo, lo entregó con 207 000.
Durante su vida profesional ha tenido la posibilidad de trabajar en los diferentes sectores productivos. En 1956 fue nombrado jefe de Obras Públicas del Segundo Ayuntamiento de la ciudad de Mexicali; de 1959 a 1964 se incorporó a la iniciativa privada trabajando como contratista de Obras Públicas del Estado de Baja California; posteriormente de 1965 a 1984, desempeñó diversos puestos públicos en la Secretaría de Agricultura y Recursos Hidráulicos.

### UABC
En 1978, se incorpora a la Universidad Autónoma de Baja California como maestro de asignatura, impartiendo originalmente la materia Obras hidráulicas, de la cual fue especialista y que atiendió hasta sus últimos días. Posteriormente se le asignaron las materias de Agua potable y Alcantarillado sanitario y pluvial directamente relacionadas con su especialidad, logrando obtener su definitividad como profesor de tiempo completo de la Facultad de Ingeniería de la UABC, Campus Mexicali, ostentando en la actualidad el nombramiento de Profesor de Carrera de Tiempo Completo Titular Nivel A.
Además de las actividades de apoyo académico y de extensión y vinculación universitaria se desempeñó como miembro del Consejo Técnico y Universitario en 1978 y de 1986 a 1987.
En su larga trayectoria académica además de su actividad docente en el nivel de licenciatura, fue coordinador e instructor de diplomados y cursos relacionados con su área, director de tesis y sinodal para la titulación de egresados de la carrera de Ingeniería Civil y Coordinador del Área de Geotecnia. En apoyo a la innovación del programa de estudios de ingeniería civil, participó activamente en la reestructuración del área de hidráulica del programa educativo de ingeniero civil, y con el propósito de apoyar a los estudiantes en su proceso de aprendizaje, elaboró diversos materiales didácticos entre los que destacan los vídeos y audiovisuales Plantas de Tratamiento de Aguas Negras en el Valle Imperial de California (EE. UU.) y Presas de Baja California. Asimismo, participó en proyectos de investigación interinstitucionales como el de Evaluación de las Oportunidades para la Reutilización de las Aguas Negras en Mexicali y el denominado Sistema Integral Avanzado para el Tratamiento de Aguas Residuales siendo este último de carácter intrainstitucional.
El Ing. Ramos Galván participó en diferentes congresos, simposios, seminarios y talleres nacionales e internacionales presentando ponencias como la de Génesis y Diseño de las Lagunas Estabilizadores en Mexicali sustentada en 1985 en el «Seminario sobre tecnología de diseño y aeración de lagunas de estabilización», celebrado en la ciudad de México, D. F. y «La imperiosa necesidad de establecer maestrías en ingeniería sanitaria y ambiental en las Universidades del Noreste de la República Mexicana» dictada en el Primer Congreso Regional de Ingeniería Sanitaria y Ambiental, efectuado en Hermosillo (Sonora), en 1990.
Recientemente participó en la Reunión de Evaluación U.V. Dslinity/Drainage Task Forces, celebrada en UC Davis, y en el Tercer Congreso Internacional Wastewater Stabilization Ponds, organizado por la I AWQ.

## Publicaciones
Su amplia experiencia profesional le ha permitido realizar publicaciones especializadas a nivel nacional e internacional, incursionando en esta área desde 1941 con la publicación La Planta de Construcción de la Presa de la Angostura, editada por Ingeniería Internacional Mc Graw Publishing, Co. Inc. N. Y.
Posteriormente continuó esta actividad con las publicaciones:
- «Datos y observaciones para determinar la factibilidad de un proyecto de riego», en la revista Irrigación en México, 1942;
- «Génesis y diseño de lagunas de estabilización en Mexicali, la cuenca del río Colorado», en el Compendio de historia de Baja California, del Instituto de Investigaciones Históricas, 1988;
- «Monografía de un distrito de riego del río Colorado», SARH, entre otros.

Como parte de esta faceta se dio a la tarea de traducir del inglés al español los libros:
- Los verdaderos años de los calendarios azteca y maya y El verdadero sistema cronológico maya, de la autora Julia F. Borges;
- Geología para los sitios de presas de Kira Bryan;
- Las lagunas estabilizadoras en el siglo XXI de William J. Oswald; y
- Control del selenio en la cadena alimenticia, de J. L. Mayer y J. Leley.

## Reconocimientos
La destacada labor y excelente desempeño en su quehacer profesional le han otorgado al ingeniero Ramos Galván, el respeto y admiración en todos los ámbitos en los que ha colaborado, muestra de ello son los diferentes reconocimientos como el otorgado en 1988 por el Gobierno Federal a través de la Secretaría de Recursos Hidráulicos, al inaugurar la biblioteca rural «Ingeniero Miguel Ramos Galván», y en el mismo año el presidente de la República Miguel de la Madrid Hurtado, le hace entrega del diploma de Reconocimiento al Mérito por sus valiosas aportaciones en el aprovechamiento del agua durante su larga y dedicada trayectoria en apoyo del desarrollo nacional.
Asimismo, en el 1989 recibe del Gobierno del Estado de Baja California una placa como homenaje del gobierno y del pueblo como hombre que deja no solamente su trabajo a la comunidad sino un camino a seguir. Por su parte el H. XIV Ayuntamiento de Mexicali en 1994, al conmemorar el XCI aniversario de la fundación de la ciudad, le entregó un testimonio por su meritoria trayectoria para hacer de esta ciudad un conglomerado progresista, vanguardia de la frontera norte de México.
En el ámbito universitario, el Ing. Ramos Galván ha sido galardonado con el «Reconocimiento al mérito académico» en el área de Ingeniería y Tecnología 1991, y con el Reconocimiento a la Antigüedad por sus 25 años ininterrumpidos de labor docente.
El 7 de febrero de 2008 fue galardonado con el nombramiento de profesor emérito, por la Universidad Autónoma de Baja California, en una ceremonia realizada en el edificio de rectoría en la ciudad de Mexicali (Baja California).
El 23 de noviembre de 2008 Ramos Galván falleció en la ciudad de Mexicali (Baja California), a los 96 años de edad, víctima de problemas pulmonares.
- Datos: Q5993783